# Белцар, Леон
Лео́н Бе́лцар (хорв. Leon Belcar; род. 4 января 2002, Вараждин) — хорватский футболист, полузащитник клуба «Вараждин».

## Клубная карьера
Белцар — воспитанник клубов «Динамо» и «Вараждин». 27 августа 2021 года в матче против «Интера Запрешич» он дебютировал в Первой лиге Хорватии. 13 мая 2022 года в поединке против «Сесвете» Леон забил свой первый гол за «Вараждин». По итогам сезона игрок помогает клубу выйти в элиту. 22 июля в матче против «Истра 1961» он дебютировал в чемпионате Хорватии.